# Маховљани
Маховљани су насељено мјесто на подручју града Лакташи, Република Српска, БиХ. Према попису становништва из 2013. у насељу је живјело 1.015 становника.

## Географија
Налазе се 3 километра сјеверно од Лакташа, у Лијевчу пољу, између планине Козаре на западу и ријеке Врбаса на истоку. Маховљани су једна од најзначајних саобраћајних тачака у Републици Српској. Овдје се налази аеродром Бања Лука и Маховљанска петља у којој се спајају ауто-пут Бања Лука — Добој са ауто-путем Градишка — Бања Лука (који је 2011. године пуштен у саобраћај).

## Историја
У овом мјесту, пронађена је једна од познатих поткозарских некропола. Она датира из периода од X до XI вијека. Од 8 гробова у 4 су нађени накит од бронзе (већином наушнице и прстење). Ово је типична словенска некропола.

## Становништво
|             | 2013.        | 1991.         | 1981.         | 1971.         | 1961.        |
| Укупно      | 967 (100,0%) | 877 (100,0%)  | 804 (100,0%)  | 856 (100,0%)  | 874 (100,0%) |
| Срби        | 829 (85,73%) | 401 (45,72%)  | 360 (44,78%)  | 417 (48,71%)  | –            |
| Бошњаци     | 70 (7,239%)  | 224 (25,54%)1 | 215 (26,74%)1 | 182 (21,26%)1 | –            |
| Хрвати      | 33 (3,413%)  | 151 (17,22%)  | 112 (13,93%)  | 163 (19,04%)  | –            |
| Остали      | 17 (1,758%)  | 38 (4,333%)   | 27 (3,358%)   | 77 (8,995%)   | –            |
| Неизјашњени | 10 (1,034%)  | –             | –             | –             | –            |
| Православци | 4 (0,414%)   | –             | –             | –             | –            |
| Муслимани   | 2 (0,207%)   | –             | –             | –             | –            |
| Македонци   | 1 (0,103%)   | –             | –             | –             | –            |
| Украјинци   | 1 (0,103%)   | –             | –             | –             | –            |
| Југословени | –            | 63 (7,184%)   | 89 (11,07%)   | 13 (1,519%)   | –            |
| Словенци    | –            | –             | 1 (0,124%)    | 4 (0,467%)    | –            |

1. 1 На пописима од 1971. до 1991. Бошњаци су пописивани углавном као Муслимани.

## Извор
- Књига: „Национални састав становништва — Резултати за Републику по општинама и насељеним мјестима 1991.", статистички билтен бр. 234, Издање Државног завода за статистику Републике Босне и Херцеговине, Сарајево.